# Medalha do Mérito Fernando Amaro
A Medalha do Mérito Fernando Amaro é uma distinção honorífica literária concedida pela Câmara Municipal de Curitiba para as pessoas que se destacaram na área da literatura e poesia .
O prêmio é uma homenagem ao paranaense Fernando Amaro (1831-1857), considerado o primeiro poeta do Paraná.